# Barbie, princesse Raiponce
Pour les articles homonymes, voir Raiponce.
Série Barbie
Barbie dans Casse-noisette
(2001) Barbie et le Lac des cygnes
(2003)
Pour plus de détails, voir Fiche technique et Distribution.
Barbie, princesse Raiponce (Barbie as Rapunzel) est un film d'animation américano-canadien réalisé par Owen Hurley, sorti directement en vidéo en 2002.

## Synopsis
Shelly, la petite sœur de Barbie aime peindre, mais elle manque de confiance en elle. Pour l'encourager, sa grande sœur Barbie lui raconte l'histoire de la Princesse Raiponce, une belle et douce jeune fille à la longue et blonde chevelure, retenue prisonnière dans le château d'une méchante sorcière nommée Gothel, qui trouve le réconfort dans la peinture. Jusqu'à ce qu'elle découvre un moyen de s'échapper et de découvrir le monde extérieur, où elle fait la connaissance du prince Stefan dont elle tombe amoureuse. Mais la méchante sorcière Gothel, sa redoutable geôlière, s'est aperçue de son absence et au retour de Raiponce, elle l'enferme dans sa tour avec sa magie. Heureusement, la Princesse Raiponce a découvert un autre moyen de s'évader avec l'aide d'un pinceau magique transformé par sa bonne fée Alice et aussi de l'aide de ses deux bons amis, Pénélope et Hobie, une belle et gentille dragonne et un mignon petit lapin…

## Fiche technique
- Titre original : Barbie as Rapunzel
- Titre français : Barbie, princesse Raiponce
- Réalisation : Owen Hurley
- Scénario :  Elana Lesser et Cliff Ruby d'après le conte Raiponce des Frères Grimm
- Direction artistique : Walter P. Martishius
- Musique : Arnie Roth
- Production : Jesyca C. Durchin et Jennifer Twiner McCarron ; Brett Gannon et Rob Hudnut (exécutifs)
- Société de production : Mattel Entertainment, Mainframe Entertainment
- Société de distribution : Alliance Atlantis Vivafilm
- Pays de production : États-Unis, Canada
- Langue d'origine : anglais
- Format : couleur - son stéréo
- Genre : animation
- Durée : 84 minutes
- Dates de sortie : 
  - Royaume-Uni: 30 septembre 2002
  - États-Unis : 1er octobre 2002
  - France : 15 octobre 2002[2]

Sources : Générique du DVD, IMDb

## Distribution
| - Kelly Sheridan : Barbie / la Princesse Raiponce - Anjelica Huston : la méchante sorcière Gothel - Mark Hildreth : le prince Stefan - Kathleen Barr : la bonne fée Alice - Cree Summer : Pénélope - Ian James Corlett : Hobie / un garde du Palais - David Kaye : Hugo - Peter Kelamis : Otto / le soldat mince - Russell Roberts : le roi Frederick, le père du prince Stefan - Christopher Gaze : le roi Wilhelm, le père de la princesse Raiponce - Chantal Strand : Shelly / Katrina - Danny McKinnon : Tommy - Britt McKillip : Melody - Jocelyn Loewen : Lorena - Terry Klassen : le gros soldat / le boulanger | - Michèle Lituac : Barbie / la Princesse Raiponce - Blanche Ravalec : la méchante sorcière Gothel - Emmanuel Curtil : le prince Stefan - Rafaèle Moutier : la bonne fée Alice - Caroline Lallau : Pénélope - Patrick Préjean : Hobie - Benoît Allemane : Hugo - Gérard Surugue : Otto - Bernard Tiphaine : le roi Frederick, le père du prince Stefan - Antoine Nouel : le roi Wilhelm, le père de Raiponce - Charlyne Pestel : Katrina - Naïke Fauveau : Melody - Patricia Legrand : Lorena - Emmanuel Karsen : le gros soldat - Pierre Laurent : le soldat mince - Marc Bretonnière : le boulanger - Olivier Destrez : l'orfèvre |

Source : Générique du DVD

## Musiques du film
- Le film contient de nombreux extraits de la Symphonie n° 9 (Antonín Dvořák), interprétés par le London Symphony Orchestra.
- Rapunzel's Theme - Becky Tailor
- Constant as the Stars Above (Les Étoiles qui sont là-haut) - Jessica Brown
- Wish upon a Star - Samantha Mumba

## Autour du film
Créée en 1959, la poupée Barbie est à l'origine de nombreux produits dérivés. Elle a aussi inspiré plusieurs films d’animation. Barbie, princesse Raiponce est la seconde de ces adaptations, après Barbie Casse-noisette (2001). Elle sera suivie de Barbie et le Lac des cygnes en 2003.
Le scénario s’inspire d'un conte des frères Grimm, Raiponce, huit ans avant le long-métrage des studios Disney. Cependant, dans le conte originel, Raiponce ne peint pas.
Barbie, princesse Raiponce a été adapté en jeu vidéo sur Windows en 2002 sous le titre Barbie, princesse Raiponce : L'Aventure créative.

## Distinctions

### Récompenses
- DVD Exclusive Awards (en) 2003 : DVD Premier Award - Best Animated Character Performance pour le personnage de Gothel
- DVD Exclusive Awards 2003 : DVD Premier Award - Best Original Score pour Arnie Roth

### Nominations
- DVD Exclusive Awards 2003 : DVD Premier Award - Best Animated DVD Premiere Movie pour Barbie, princesse Raiponce
- DVD Exclusive Awards 2003 : DVD Premier Award - Best Director pour Owen Hurley
- DVD Exclusive Awards 2003 : DVD Premier Award - Best Original Song pour les chansons Constant as the Stars Above, Wish Upon a Star et Rapunzel's Theme
- DVD Exclusive Awards 2003 : DVD Premier Award - Best Visual Effets pour Jason Gross

Source : IMDb